# 함평군
함평군(咸平郡)은 대한민국 전라남도 서부에 있는 군이다. 동쪽으로 나주시와 광주광역시 광산구와 접해 있고 남쪽으로 무안군, 북쪽으로는 영광군과 장성군이 인접해 있으며 서쪽으로 함평만이 접해 있다.

## 역사
| Daedongyeojido (Gyujanggak) 18-06.jpg | Daedongyeojido (Gyujanggak) 18-05.jpg |
| Daedongyeojido (Gyujanggak) 19-06.jpg | Daedongyeojido (Gyujanggak) 19-05.jpg |

- 함풍(咸豐)은 본래 백제의 굴내현(屈乃縣)이었는데, 757년에 함풍현으로 개칭하고 무안군의 영현이 되었다. 940년에 영광군의 속현이 되었다가 1172년에 감무(監務)를 두면서 주현으로 승격하였다. 1391년에 나주목의 영풍향(永豐鄕)ㆍ다경부곡(多景部曲)과 영광의 속현인 해제현(海際縣)이 함풍현에 편입되었다. 별호는 기성(箕城)이다.
- 모평(牟平)은 본래 백제의 다지현(多只縣)이었는데, 757년에 다기현(多岐縣)으로 개칭하고 무안군의 영현이 되었다. 940년에 모평현으로 개칭하여 영광군의 속현이 되었다.
- 1409년 함풍현과 모평현을 함평현(咸平縣)으로 통합하고, 치소를 함풍(지금의 함평읍)에 두었다. 이 해에 전라도의 모든 속현과 향·소·부곡이 폐지되면서 함풍에 속해있던 해제현·영풍향·다경부곡이 폐지되어 직촌이 되었다.
- 1895년 6월 23일(음력 윤5월 1일) 나주부 함평군으로 개편하였다.[3]

14면 : 동현내면(東縣內面), 서현내면(西縣內面), 평릉면(平陵面), 식지면(食知面), 갈동면(葛洞面), 월악면(月岳面), 대야면(大野面), 해보면(海保面), 대동면(大洞面), 신광면(神光面), 손불면(孫佛面), 영풍면(永豐面, 옛 영풍향), 다경면(多慶面, 옛 다경부곡), 해제면(海際面, 옛 해제현)
- 1896년 8월 4일 전라남도 함평군으로 개편하였다.[4]
- 1906년 동현내면과 서현내면을 기성면(箕城面)으로 통합하였다. 다경면과 해제면이 무안군에 편입되고, 나주군 대화면, 오산면, 장본면, 적량면, 여황면이 함평군에 편입되었다. (16면)
- 1914년 4월 1일 대화면을 장성군에, 오산면을 광주군에, 장본면·적량면·여황면을 나주군에 편입하고, 목포부 금동면·진례면·좌촌면·엄다면·신로면을 함평군에 편입하였다.[5]

| 조선총독부령 제111호 |             |                                                                                                |
| 구 행정구역 | 신 행정구역 | 신 행정구역                                                                                    |
| 함평군 기성면(箕城面) 동부리/백곡리 일부/기산리 일부/천변리 일부/누각리 일부, 신기리/광교리/내대리/외대리/서부리/하주리 일부, 대천리/고량리/덕흥리/백곡리 일부, 구성리/대진리/중량리/양림리/화동리 일부, 상주리/동상주리/동하주리/하주리 일부/누각리 일부 | 함평면      | 기각리, 내교리, 대덕리, 진양리, 함평리                                                         |
| 함평군 영풍면(永豊面) 가천리/연동리 일부/묘동리 일부/모산리 일부, 만년리/만동리/성북리 일부/(기성면) 발산리 일부/(목포부 신로면) 신흥리, 석두리/성재리/성덕리/묘동리 일부/(기성면) 세은리, 기성리/장지리/신풍리 일부/성북리 일부/소등리 일부/(기성면) 발산리 일부/성남리/(목포부 신로면) 장동 일부, 해동리/평호리/대등리/(기성면) 송정리 일부/소등리 일부/수산리 일부/대명리/신기리/(목포부 신로면) 농은리 일부/정양리 일부/중양리 일부/용흥리 일부, 흥룡리/용촌리/가작리/왕산리/모산리 일부, 가량리/비아리 일부/신풍리 일부/(기성면) 발산리 일부/(목포부 신로면) 자연리/금곡리/노송정리, 자명리/주교리/장동리/칠현리/(기성면) 산음리/월봉리, 백여리/장고리/월선리/연동리 일부/(손불면) 목교리 일부/죽림리 일부                    | 함평면      | 가동리, 만흥리, 석성리, 성남리, 수호리, 옥산리, 자풍리, 장교리, 장년리                         |
| 함평군 월악면(月岳面) 백야리/외치리 일부/송계리 일부/복만리 일부/(갈동면) 석보리 일부/(나주군 삼가면) 치암리 일부, 연동리/내동리/봉덕리/노동리/(대야면) 죽산리/신기리 일부/(월악면) 지변리 일부/(갈동면) 동산리 일부/(영광군 삼남면) 죽산리 일부, 금석리/신흥리/괴정리/순촌리/평촌리/송계리 일부/전하리 일부/지변리 일부/(대야면) 신기리 일부/(갈동면) 방축리 일부/동산리 일부 | 월야면      | 외치리, 월악리, 월야리                                                                         |
| 함평군 갈동면(葛洞面) 사전리/고정리/음지리/방축리 일부/월현리 일부/양지리 일부/(월악면) 내기리 일부/전하리 일부/(해보면) 성산리 일부, 옥미리/덕령리/양지리 일부/석보리 일부/월현리 일부, 노장리/내세리/외세리/월령리/월봉리/방축리 일부/(월악면) 용촌리 일부/(해보면) 성산리 일부 | 월야면      | 양정리, 영월리, 용월리                                                                         |
| 함평군 대야면(大也面) 금치리/주전리/가차리/시목리/죽림리/와촌리/내정리 일부/죽동리 일부/(월악면) 주곡리 일부/대치리, 예동리/주평리/발산리/신덕리/무선리/(월악면) 신촌리/백기리/봉산리/(대야면) 화산리 일부/죽동리 일부/(영광군 삼남면) 반학리 일부, 방하리/용산리/연화리/신성리/은암리/송정리 일부/복룡리 일부, 용수리/괴정리/복룡리 일부/송정리 일부, 용강리/덕산리/석계리/월계리, 춘부리/동촌리/서촌리/내정리 일부/화산리 일부/(해보면) 문암리 일부/(월악면) 영가리/신지리 | 월야면      | 계림리, 예덕리, 용암리, 용정리, 월계리, 정산리                                                 |
| 함평군 식지면(食知面) | 식지면      | 나산리, 용두리, 송암리, 수상리, 수하리, 신평리, 이문리                                         |
| 함평군 평릉면(平陵面) 삼구리/삼성리/방축리/광령리/냉천리/월암리/선암리/내동리/구평리/구산리/조산리, 안덕리/하천리/기동리/연동리/구암리 일부/죽림리 일부, 장기리/백야리/동축리/상축리/하축리 일부/안영리 일부/분토리 일부/용산리 일부/월산리 일부/(식지면) 정량리 일부, 우치리/중동리/강천리/호암리/사촌리 일부/공정리 일부/(해보면) 계동리 일부/성대리 일부, 쌍령리/유촌리/원산리/은선리/국동리/탑동리/구암리 일부, 봉정리/관동리/생동리/월평리/월산리 일부/용산리 일부/안영리 일부/하축리 일부, 하관리/입석리/사산리/환곡리/장송리/초포리/분토리 일부/사촌리 일부 | 평릉면      | 구산리, 덕림리, 삼축리, 우치리, 원선리, 월송리, 초포리                                         |
| 함평군 대동면(大洞面) | 대동면      | 강운리, 향교리, 덕산리, 용성리, 운교리, 금산리, 서호리, 연암리                                 |
| 함평군 손불면(孫佛面) 궁평리/묘동리/덕산리/죽촌리 일부/목교리 일부, 대행리/저전리/용흥리 일부/가작리 일부/어전리 일부, 최동리/복흥리/매곡리/효동리/동백리/애등리/벽초리/예동/양지리 일부/응암리 일부/(신광면) 중산리 일부/하계리 일부, 조경리/홍북리/사사리/신성리 일부, 사서리/산직리/불무리/감남리/죽동리/가작리 일부/용흥리 일부/조내리 일부, 석계리/해창리/조내리 일부, 주호리/장재리 일부/모량리 일부, 신기리/백옥리/비천리/월산리/모량리 일부/신성리 일부/어전리 일부/지호리 일부, 석령리/소명리 일부/등촌리 일부/죽림리 일부/농암리 일부/(신광면) 학천리 일부, 죽등리/수철리/장동리/응암리 일부/장전리 일부/양지리 일부/등촌리 일부, 금곡리/복학리/소동리/평산리/해은리/지호리 일부/완정리 일부/(영광군 육창면) 소무리 일부 | 손불면      | 궁산리, 대전리, 동암리, 북성리, 산남리, 석창리, 양재리, 월천리, 죽암리, 죽장리, 학산리         |
| 함평군 신광면(神光面) 가리/호덕리/(손불면) 소명리 일부/등촌리 일부, 관산리/사동리/사천리(沙川里)/계월리/(손불면) 장전리 일부, 강변리/신여리/동산리/용호리/수정리/삼천리 일부, 백우리/산정리/종곡리/저동리/운제리 일부/좌야리 일부, 사동리/구여리/보전리 일부, 복치리/석계리/신흥리/유덕리/중산리 일부/하계리 일부, 덕산리/덕암리/덕천리/운제리 일부/좌야리 일부, 갈마리/계동리/사천리(士千里)/송계리/해안리/삼천리 일부, 원남리/입점리/화산리/학동리, 가야리/용암리/내동리/신천리/연천리/상월흥리/하월흥리/장산리 일부, 연화리/월산리/청계리/무송리/금정리/함봉리/좌야리 일부/(영광군 불갑면) 암촌 일부 | 신광면      | 가덕리, 계천리, 동정리, 백운리, 보여리, 복흥리, 삼덕리, 송사리, 원산리, 월암리, 유천리, 함정리 |
| 함평군 해보면(海保面) | 해보면      | 광암리, 금계리, 금덕리, 대각리, 대창리, 문장리, 산내리, 상곡리, 용산리, 해보리                 |
| 목포부 엄다면(嚴多面) 수정동/삼정리/송정리/벽류정리/(신로면) 영화정리, 송촌/장내리/노상리/신기동/해정리 일부/비석동 일부/반동 일부/(신로면) 화계리 일부, 거제동/정동/성산리/송암리/불암리/윤암리/비석동 일부/반동 일부, 영천동/흥룡동/용호동/사호포/월산리, 학교리/신야리/야리/(신로면) 대천동 일부 | 엄다면      | 삼정리, 송로리, 엄다리, 영흥리, 학야리                                                         |
| 목포부 신로면(新老面) 성암리/용암리/쌍천동 일부/용흥동 일부/대천동 일부/(엄다면) 천동 일부/해정리 일부/화정리 일부/(함평군 영풍면) 송정리 일부, 지동/우평리/중신기리/장동 일부/화계리 일부/(함평군 영풍면) 비아리 일부/(목포부 엄다면) 생곡리/석문내리, 행정촌/구산리/정양리 일부/중양리 일부/농은리 일부/쌍천동 일부/(엄다면) 천동 일부/화정리 일부/(함평군 기성면) 수산리 일부 | 엄다면      | 성천리, 신계리, 화양리                                                                         |
| 목포부 금동면(金洞面) 고막원/영천동/송암리/(진례면) 광진동, 비산리/서옥리/남악리/월곡리/금적동/옥산동 일부/금곡리 일부/(나주군 거평면) 죽곡리 일부, 청수원/옥마동/신평리/신기리/표산리/호암리 일부/(좌촌면) 반암리 일부/덕산리 일부, 보화촌/보동/백련동/석호리/(함평군 기성면) 하교리 일부, 상옥동/매동리/옥산동 일부/모산리 일부, 시랑동/동암리/옥림동/학송정/월암리/주평리 일부 | 학교면      | 고막리, 금곡리, 마산리, 백호리, 상옥리, 월송리                                                 |
| 목포부 진례면(進禮面) 사포리/고창리/대곡리/(좌촌면) 회춘동 일부, 반곡동/방목동/금산동/향동/반송리/기동 일부, 건피촌/화지동/용흥동/동호리/석정리, 배야동/망월동/용호동/기동 일부 | 학교면      | 곡창리, 금송리, 석정리, 월호리                                                                 |
| 목포부 좌촌면(佐村面) 석교리/청정리/명암리/성산리/경화동/율동/죽천리/월천리/송정리 일부/정자동 일부/월봉리 일부/(금동면) 사거리, 당산등리/신흥리/송산리/화산리 일부/고시리 일부/송정리 일부/월봉리 일부/반암리 일부/덕산리 일부/(함평군 기성면) 천변리 일부, 죽림동/둔기리/덕산리 일부/정자동 일부/쌍교리 일부/월봉리 일부/(금동면) 호암리 일부/(진례면) 부흥리, 이암리/회춘동 일부/쌍교리 일부/(진례면) 영화촌 | 학교면      | 사거리, 월산리, 죽정리, 학교리                                                                 |
10면 : 함평면, 대동면, 월야면, 손불면, 신광면, 평릉면, 해보면, 식지면, 엄다면, 학교면
- 1932년 11월 2일 식지면(食知面)[6]과 평릉면(平陵面)[7]을 나산면으로 합면하였다. (9면)
- 1963년 1월 1일 함평면을 함평읍으로 승격하였다.[8] (1읍 8면)
- 1973년 7월 1일 학교면 상옥리, 월송리, 금곡리, 백호리를 대동면에 편입하였다.[9]
- 1987년 1월 1일 함평읍 성남리, 학교면 사거리 각 일부를 엄다면에 편입하였다.[10]

## 지리
함평군은 전라남도의 서북부에 위치하여 북으로는 군유산, 불갑산을 경계로 하여 영광군, 장성군과 인접하고, 동으로는 광주광역시, 남으로는 나주시, 무안군과 경계를 이루고 있으며, 서해 바다인 함평만을 서쪽에 끼고 있다.
함평군의 중앙 부위는 노령산맥 일지맥이 천주봉, 고산봉을 이루어 남으로 뻗어 있고, 동부에는 장성호의 수원을 받아 광활한 월야평야를 이루고, 서남부로는 간척지가 산재하고 대동제를 젖줄로 한, 함평평야가 남북으로 길게 뻗어 있다.
함평군의 동편을 껴안고 월야평야로부터 흐르는 고막천(영산강지류)과 서북부에 위치한 대동제를 시점으로 흐르는 함평천은 함평, 학교평야를 지나 영산강에 합류되고 있다.

## 행정 구역
함평군의 행정 구역은 1읍 8면 272리 488마을로 구성되어 있다. 함평군의 면적은 392.43km2이며, 인구는 2020년 8월을 기준으로 17,844 세대, 32,238명이다.
| 읍면   | 한자   | 면적   | 세대   | 인구   |  |
| ------ | ------ | ------ | ------ | ------ |  |
| 함평읍 | 咸平邑 | 40.23  | 4,333  | 8,493  |  |
| 손불면 | 孫佛面 | 55.27  | 1,947  | 3,412  |  |
| 신광면 | 新光面 | 41.06  | 1,105  | 1,883  |  |
| 학교면 | 鶴橋面 | 46.42  | 2,278  | 3,904  |  |
| 엄다면 | 嚴多面 | 23.31  | 1,171  | 1,949  |  |
| 대동면 | 大洞面 | 56.52  | 1,752  | 3,140  |  |
| 나산면 | 羅山面 | 55.62  | 1,687  | 2,889  |  |
| 해보면 | 海保面 | 39.49  | 1,616  | 2,857  |  |
| 월야면 | 月也面 | 34.51  | 2,055  | 3,711  |  |
| 함평군 | 咸平郡 | 392.43 | 17,944 | 32,238 |  |

## 인구
함평군의 연도별 인구 추이
| 연도   | 총인구    |  |
| ------ | --------- |  |
| 1960년 | 127,504명 |  |
| 1966년 | 138,908명 |  |
| 1970년 | 125,006명 |  |
| 1975년 | 119,167명 |  |
| 1980년 | 96,358명  |  |
| 1985년 | 78,178명  |  |
| 1990년 | 63,091명  |  |
| 1995년 | 48,365명  |  |
| 2000년 | 41,292명  |  |
| 2005년 | 36,188명  |  |
| 2010년 | 30,995명  |  |

## 관광

### 함평나비대축제
함평군은 산업자원이나 관광자원이 전무하고, 특별한 특산품이나 먹을 거리도 부족한 지역이었다. 따라서 친환경 지역이라는 특성을 살려 함평에서 생산된 농특산물 판매로 지역경제 활성화와 군민소득 증대가 절실히 요구되어 지역홍보 수단이 필요하게 되었다. 함평천 정화사업에 따라 마련된 고수부지 33ha에 만개할 유채꽃을 배경으로 유채꽃 축제를 추진하려고 하였지만 유채로는 경쟁력과 차별화를 기할 수 없어 친환경지역임을 가장 어필할 수 있는 나비를 테마로 축제를 기획하게 되었다.
2011년 제13회 축제를 개최였으며, 2011년 문화체육관광부 지정 대한민국 최우수 축제로 선정되어 4년 연속 문화체육관광부 최우수 축제로 지정되었다.
이 축제를 홍보하기 위해 2005년 당시 군수가 관용차로 폭스바겐 비틀을 구매하기도 했다.

## 스포츠
- 전남 야구장 - KIA 타이거즈 前 2군 홈구장
- 기아 챌린저스 필드 - KIA 타이거즈 2군 홈구장

## 교통

### 철도
코레일 호남선
(전남 나주시) ← 고막원역 - 함평역 → (전남 무안군)

### 버스
- 농어촌버스 : 함평군의 농어촌버스
- 시외버스 : 함평시외버스터미널, 학교버스터미널

### 도로
- 무안광주고속도로 동함평 나들목
- 서해안고속도로 함평 나들목

## 교육 기관
- 고등학교

|  | - 나산고등학교 - 전남보건고등학교 | - 함평학다리고등학교 - 함평고등학교 | - 함평골프고등학교 - 함평여자고등학교 |

- 중학교

|  | - 함평손불중학교 - 함평신광중학교 | - 함평여자중학교 - 함평월야중학교 | - 함평중학교 - 함평해보중학교 |

- 특수학교

|  | - 함평영화학교 *월광기독학교 |

## FM 라디오 주파수 방송 목록
- 88.3 - 전주KBS 제1라디오 (구례 노고단)
- 89.1 - 목포MBC 표준FM (해남 대둔산)
- 89.7 - BBS 광주불교방송 (광주 무등산)
- 90.5 - 광주KBS 제1라디오 (광주 무등산)
- 91.5 - 광주MBC FM4U (광주 무등산)
- 92.3 - 광주KBS 클래식FM (광주 무등산)
- 93.1 - febc 광주극동방송 (광주 무등산)
- 93.9 - 광주MBC 표준FM (광주 무등산)
- 94.7 - 남도국악방송 (해남 대둔산)
- 95.1 - 광주MBC FM4U (구례 노고단)
- 95.5 - 광주KBS 제2라디오 해피FM (광주 무등산)
- 96.5 - KFN 라디오 (광주 무등산)
- 97.3 - TBN 광주교통방송 (광주 무등산)
- 98.1 - 광주CBS 음악FM (광주 무등산)
- 98.7 - GGN 글로벌광주방송 (광주 무등산)
- 99.3 - 광주국악방송 (광주 무등산)
- 99.9 - cpbc 광주가톨릭평화방송 (광주 무등산)
- 101.1 - 광주kbc 마이FM (광주 무등산)
- 101.7 - 전주MBC 표준FM (구례 노고단)
- 102.3 - 목포MBC FM4U (목포 양을산)
- 103.1 - 광주CBS 표준FM (광주 무등산)
- 104.1 - EBS 라디오 (해남 대둔산)
- 104.5 - 전주KBS 클래식FM (구례 노고단)
- 105.3 - EBS 라디오 (광주 무등산)
- 105.9 - 목포KBS 제1라디오 (해남 대둔산)
- 106.7 - EBS 라디오 (목포 양을산)
- 107.5 - EBS 라디오 (구례 노고단)
- 107.9 - WBS 광주원음방송 (광주 무등산)

## 자매 도시
- 대한민국 서울특별시 성동구
- 대한민국 부산광역시 남구
- 대한민국 대구광역시 동구
- 대한민국 경상남도 남해군
- 대한민국 경상남도 고성군
- 대한민국 경상북도 고령군
- 대한민국 충청북도 제천시
- 대한민국 경기도 안양시
- 필리핀 팜팡가주 앙헬레스